# Brigada Diverse
Brigada Diverse è una serie di tre film rumeni diretti dal regista Mircea Drăgan e sceneggiati da Nicolae Țic.
Le scene realizzate furono per 11 film di 45 minuti l'uno, ma alla fine ne furono realizzati solo tre dal 1970 al 1971.

## Film

### Brigada Diverse intră în acțiune
Questa pellicola fu la prima della serie B.D. e presenta due cai risolti dalla Brigada Fapte Diverse (abbreviazione B.D.) una squadra di miliție della Romania comunista: furto di un cățel e di una spilla. In ambedue i casi, la soluzione e il ritrovamento dei gadget fa scoprire delitti più gravi e l'uccisione del capo di un'attività commerciale che scoprì il furto sistematico di merce dal Magazinul Universal Victoria.

### Brigada Diverse în alertă!
Questo secondo film della serie B.D. presenta due casi risolti: una banda di falsari che metteva in circolazione banconote false, comperando dipinti di valore da collezionisti e poi rivenduti, e smantellata una rete di ladri d'appartamento di cui facevano parte tre donne (Vasilica Tastaman, Carmen-Maria Struja, Lucia Boga) che si spacciavano per vedove, e compassionevolmente raggiravano creduloni

### B.D. la munte și la mare
Il terzo film della serie B.D. presenta due casi risolti da Brigada Fapte Diverse che scoprono una banda di trafficanti di droga che trasporta stupefacenti e arresta un delinquente straniero, originario della Romania, che pensava di organizzare una serie di furti di icone e di esportarle all'estero.